# DF演出
DF演出（英語：DF Concerts & Events，全称为DF演出&会展，曾用名Dance Factory Concerts），是一家苏格兰的音乐与会展组织公司，该公司于1982年在苏格兰邓迪成立，专注于在苏格兰地区举办各类音乐和会展活动。
DF Concerts以其在格拉斯哥推广并组织TRNSMT音乐节而聞名，该公司还拥有并管理着King Tut's Wah Wah Hut音乐酒吧。DF Concerts的主办活动还包括T in the Park音乐节，The Edge和Connect等音乐节。
2010年，作为教皇本笃十六世到访英国活动的一部分，DF Concerts在格拉斯哥贝拉霍斯顿公园举办了教皇的公开弥撒。